# Blatnice (district de Třebíč)
Pour les articles homonymes, voir Blatnice.
Blatnice (en allemand : Blatnitz) est une commune du district de Třebíč, dans la région de Vysočina, en République tchèque. Sa population s'élevait à 360 habitants en 2020.

## Géographie
Blatnice se trouve à 5 km au nord-est de Moravské Budějovice, à 17 km au sud de Třebíč, à 42 km au sud-sud-est de Jihlava et à 153 km au sud-est de Prague.
La commune est limitée par Bohušice au nord, par Jaroměřice nad Rokytnou au nord et à l'est, par Zvěrkovice au sud et par Moravské Budějovice et Lukov à l'ouest.

## Histoire
La première mention écrite de la localité date de 1046.

## Transports
Par la route, Blatnice se trouve à 6,3 km de Moravské Budějovice, à 18 km de Třebíč, à 51 km de Jihlava et à 182 km de Prague.